# Johnny Campbell (cầu thủ bóng đá, sinh năm 1894)
Johnny Campbell (14 tháng 10 năm 1894 – 3 tháng 10 năm 1981) là một cầu thủ bóng đá người Anh thi đấu ở vị trí wing half cho Ocean Athletic và Tranmere Rovers. Ông có 207 lần ra sân cho Tranmere, ghi 11 bàn thắng.